# Малые Семенычи
Малые Семенычи — деревня в Наро-Фоминском районе Московской области, в составе сельского поселения Ташировское. Численность постоянного населения по Всероссийской переписи 2010 года — 25 человек, в деревне числится 1 садовое товарищество. До 2006 года Малые Семенычи входили в состав Ташировского сельского округа.
Деревня расположена в западной части района, на правом берегу реки Иневка (приток Нары), примерно в 6 км к северу от города Наро-Фоминска, высота центра над уровнем моря 182 м. Ближайшие населённые пункты — Иневка в 1 км на юго-запад и Головеньки в 0,5 км на север.
В деревне Малые Семенычи родилась Клавдия Александровна Артёмова — штамповщица Московского автомобильного завода имени И. А. Лихачёва, Герой Социалистического Труда.